# Pjesker
Pjesker (umesamisch: Bieskiejávrrie) ist eine Ortschaft (Småort) in der schwedischen Provinz Norrbottens län und der historischen Provinz (landskap) Lappland. Der Ort gehört zur Gemeinde Arvidsjaur.
Pjesker liegt am Länsväg BD 645. Vor dem Ort liegt der gleichnamige See, der vom Fluss Sikån durchflossen wird. Der gegenüberliegende Pjeskerberget hat eine Höhe von 405 m.
Bei einer Volkszählung im Jahr 1890 wurden 68 Personen ausgewiesen. Lange Zeit erfolgte keine Information über die Einwohnerzahl, da diese zu gering war. Erstmals 2015 gab das Statistiska centralbyrån eine Einwohnerzahl von 52 an, so dass Pjesker als Småort kategorisiert wurde.